# Црная (Србац)
Црная (серб. Црнаjа) — населенный пункт (деревня) в общине Србац, который принадлежит энтитету Республике Сербской, Босния и Герцеговина. По результатам югославской переписи населения 1991 года в Црной проживало 110 человек.

## Население
Население на 1993 год дано по оценке численности, данной властями Республики Сербской. Сербы и мусульмане (боснийцы) — преобладающие национальности.
| 1948                           | 1953 | 1961 | 1971 | 1981 | 1991 | 1993 |
| ------------------------------ | ---- | ---- | ---- | ---- | ---- | ---- |
| 257                            | 233  | 136  | 108  | 88   | 110  | 73   |
| Гистограмма динамики населения |      |      |      |      |      |      |

### Национальный состав
1991 год:
- сербы — 46 (41,82 %);
- хорваты — 1 (0,91 %);
- югославы — 21 (19,09 %);
- мусульмане — 38 (34,55 %);
- другие — 4 (3,63 %).